# Gianmaria Zamagni
Gianmaria Zamagni (25. Juli 1974 in Rimini) ist ein italienischer Kirchenhistoriker.

## Leben
Gianmaria Zamagni studierte von 1993 bis 1999 Philosophie an der Universität Bologna. Seinen Zivildienst leistete er 2000 ab. Nach dem Promotionsstudium (2001–2004) wurde er zum Dr. phil. in Religionswissenschaften in Bologna promoviert. Von 2005 bis 2009 war er Postdoktorand an der Stiftung Papst Johannes XXIII. (Bologna), und von 2009 bis 2017 wissenschaftlicher Mitarbeiter am Exzellenzcluster Religion und Politik der Universität Münster im Projekt Der Vatikan und die Legitimation physischer Gewalt im Spanischen Bürgerkrieg 1936–1939. Nach der Habilitation in Italien (Abilitazione Scientifica Nazionale, Sektor: Religionsgeschichte) 2013 ist er Lehrbeauftragter für Kirchengeschichte an der Goethe-Universität Frankfurt am Main und am Institut für Theologie und Sozialethik der TU Darmstadt. Nach der Habilitation am Fachbereich Katholische Theologie der Goethe-Universität Frankfurt am Main 2014 ist er dort seit 2015 Privatdozent für Religionsgeschichte. 2016 vertrat er die Professur Geschichte der Mittelalterlichen Philosophie an der Universität Bologna. Von 2018 bis 2019 war er Wissenschaftlicher Mitarbeiter an der Goethe-Universität Frankfurt am Main und seit 2018 ist er Wissenschaftlicher Koordinator von Projekt Vatican 2 Legacy and Mandate Intercontinental Commentary an der Philosophisch-Theologischen Hochschule Vallendar. Er ist derzeit (2025) Lehrer an einer deutsch-englischen Schule in Berlin und zudem Lehrbeauftragter an der Universität der italienischen Schweiz (Lugano).

## Schriften (Auswahl)
- Filosofie del dialogo. Fara, Santarcangelo di Romagna 1998, ISBN 8879400525.
- La teologia delle religioni di Hans Küng. Dalla salvezza dei non cristiani all’etica mondiale (1964–1990) (= Pubblicazioni dell’Istituto di Scienze Religiose in Trento. NS. Band 11). EDB, Bologna 2005, ISBN 88-10-40390-8 (zugleich Dissertation, Bologna 2004).
- Fine dell’era costantiniana. Retrospettiva genealogica di un concetto critico. il Mulino, Bologna 2012, ISBN 978-88-15-13802-6.
- als Herausgeber: Pier Cesare Bori. È una storia vera? Le tesi storiche dell’Uomo Mosè e la religione monoteistica di Sigmund Freud. Castelvecchi, Rom 2015, ISBN 978-88-6944-163-9.
- Das „Ende des konstantinischen Zeitalters“ und die Modelle aus der Geschichte für eine „neue Christenheit“. Eine religionsgeschichtliche Untersuchung. Herder, Freiburg im Breisgau 2018, ISBN 978-3-451-37544-6 (zugleich Habilitationsschrift, Frankfurt am Main 2014).